# Элиста (станция)
Элиста́ (калм. Элст) — железнодорожная станция Минераловодского региона Северо-Кавказской железной дороги, находящаяся в городе Элисте, столице Калмыкии. Станция является конечной на линии от Светлограда.

## История
План строительства тупиковой ветки железной дороги в Элисту был утвержден в 1940 году. Строительству помешала война и депортация калмыков. Строительство 73-х километровой ветки было начато в 1965 году по инициативе Городовикова и закончилось в 1969 году. Строительство сквозной линии «Улан-Хол–Элиста–Зимовники» планировалось на 2020-2024 годы.
Станция имеет категорию — грузовая. Осуществляет выдачу и приём грузов как мелкими, так и повагонными отправками с открытых и закрытых складов, а также с мест не общего пользования и с подъездных путей. Пассажирское движение не осуществляется.
На станции имеется двухэтажное здание железнодорожного вокзала, которое совмещено с автостанцией.
Располагается станция на однопутной неэлектрифицированной линии на тепловозной тяге от узловой станции Светлоград.
В 2006 году был отменён единственный пассажирско-грузовой поезд № 953/954 Ставрополь — Элиста — Ставрополь. В 2008 отменили прицепные беспересадочные вагоны до Москвы, которые включали в состав поезда № 77 Ставрополь — Москва на станции Ставрополь. Таким образом вагоны проходили станцию Палагиада дважды.
С 28 мая по 10 сентября 2016 года возобновлялось пассажирское сообщение по станции, курсировал первый за 8 лет поезд № 697/698 Элиста — Ставрополь с беспересадочными вагонами до Москвы. После 10-го сентября 2016 года движение отменено.
4го июля 2021 года запустили поезд (беспересадочный вагон) № 697С/687С/688С Элиста — Анапа. После окончания летнего сезона в планах открыть новые рейсы в Ростов-на-Дону, Краснодар.
С мая 2022 года возобновлено движение пассажирского поезда 687/688 "Элиста - Анапа - Элиста" на летний сезон. В планах есть вариант возобновить движение беспересадочных вагонов на Москву.

## Перспективы
В стратегию по Южному федеральному округу включён ряд социально значимых проектов, одним из которых является строительство железнодорожной линии Элиста — Волгоград.